# Tommasi
Tommasi ou Tomasi é um apelido de família da onomástica da língua italiana difundido em todo território daquele país, constituindo claramente um patronímico do prenome Tommaso (em português Tomás).
Este sobrenome tem inúmeras variantes, dentre elas:Tommaselli, Tommasello, Tomasella, Tommaselli, Tommasini, Tommasetti etc. Todas as alterações também existem com grafias com apenas uma letra "m". Também são formas alteradas de "Tommasi" os nomes Masi, De Masi, Masella, Maselli, Masina, Masini etc.